# Jacques Cheminade
Jacques Cheminade, född 1941, är en fransk-argentinsk politiker och före detta diplomat . Han ställde upp som kandidat i det franska presidentvalet 1995 (för Fédération pour une nouvelle solidarité, FNS), 2012 och 2017 (två gånger för Solidarité et Progrès, SP). Cheminade placerade sig tre gånger sist bland alla kandidater. Sedan den 29 februari 1996 är han partiledare för Solidarité et Progrès.
Cheminade studerade vid HEC Paris och ENA. Under sin tid som handelsattaché vid den franska ambassaden i Washington D.C. (1972–1977) träffade han Lyndon LaRouche, som skulle påverka hans politiska idéer. Cheminade övervakades därefter av amerikanska FBI.